# سیمسیر (داغستان)
سیمسیر (به لاتین: Simsir) یک منطقهٔ مسکونی در روسیه است که در داغستان واقع شده‌است.